# Arkadi Migdal
Pour les articles homonymes, voir Migdal.
Arkadi Beïnoussovitch (Benediktovitch) Migdal (en russe : Арка́дий Бе́йнусович (Бенеди́ктович) Мигда́л), né à Lida (Empire russe) le 26 février 1911 (11 mars dans le calendrier grégorien) et mort à Princeton (USA) le 9 février 1991, est un physicien soviétique, membre de l'Académie des sciences d'URSS. Il a mis au point la formule qui explique l'effet Landau-Pomeranchuk-Migdal, caractérisant le fait que les sections efficaces de création de paires et de Bremsstrahlung sont fortement réduites à ultra hautes énergies.

## Biographie
Arkadi Migdal est diplômé de l'Université de Léningrad en 1936. Il commence ensuite un doctorat à l'Institut physico-technique Ioffe. Son promoteur de thèse est Matveï Bronstein. De 1943 à 1991, il travaille dans des instituts de recherches académiques. Il est également professeur à l'Institut d'ingénierie physique de Moscou depuis 1944.
Il est décoré de l'Ordre de Lénine, de l'Ordre de la Révolution d'Octobre et trois fois de l'Ordre du Drapeau rouge du Travail.
Il participe au projet de bombe atomique soviétique à partir de 1945 en tant que spécialiste attaché. Avec d'autres scientifiques tels que Lev Landau ou Iouli Khariton, on lui demande lors de la réunion du 30 novembre 1945 d'analyser toutes les données disponibles sur les conséquences de l'explosion des bombes de Nagasaki et Hiroshima et de déterminer le degré d'efficacité des facteurs suivants : l'onde de choc, le rayonnement thermique et le rayonnement radioactif.
Arkadi Migdal a pour hobbys la sculpture sur bois et sur pierre. Il pratique le sport, en particulier l'alpinisme, le ski alpin et nautique et la plongée.
Il meurt le 9 février 1991 à Princeton, aux États-Unis, alors qu'il est en voyage d'affaires. Il est enterré au cimetière de Novodevitchi.
Son fils, Alexandre Migdal, spécialiste de la théorie des cordes, est également un physicien renommé.

## Œuvres
- (en) Arkadiĭ Beĭnusovich Migdal and Vladimir Pavlovich Kraĭnov (translation from Russian by Irene Verona Schensted), Approximation methods of quantum mechanics, NEO Press, 1968
- (en) Migdal, A.B., Qualitative methods in quantum theory, 1977 (ISBN 978-0-8053-7064-5)